# Chorinaeus australis
Chorinaeus australis là một loài tò vò trong họ Ichneumonidae.